# 魏德聖
魏德聖（英語：Wei Te-Sheng，1969年8月16日—），台灣電影導演，果子電影創辦人。2008年執導的電影《海角七號》獲得過億票房。2011年執導電影《賽德克·巴萊》獲得第48屆金馬獎最佳剧情片。

## 簡歷
魏德聖出生於臺南縣永康鄉。畢業於遠東工專電機科。
魏德聖在無意間翻閱到的一本由邱若龍著作的《霧社事件》（現名為《漫畫·巴萊》），為其日後拍攝《賽德克·巴萊》的動力所在。於2003年拍攝以臺灣原住民抗日之霧社事件為背景的《賽德克·巴萊》試拍片初試啼聲，唯當時知名度不高，資金籌措失敗。魏德聖接受行政院新聞局補助，於2008年上映之《海角七號》橫掃全台票房而一舉成名，順利募得《賽德克·巴萊》拍片資金。截至2023年，台灣的國片票房仍由《海角七號》的5.3億元稱霸。《海角七號》獲得大成功之後，於2011年以超高劇本拍攝的《賽德克·巴萊》全球票房8.8億元，台灣票房就貢獻8.1億元。2012年10月底，由黃志明、魏德聖編劇及監製，馬志翔導演，以嘉農棒球隊為故事的《KANO》獲得嘉義市政府的補助。2014年12月底，由與魏德聖導演共事的幕後電影工作者所創立品牌「特有種商行」實體店正式開幕。2016年9月7日，擔任行政院文化會報委員。在疫情的社會觀察中，醞釀於2023年推出了新作《BIG》，

## 拍片契機

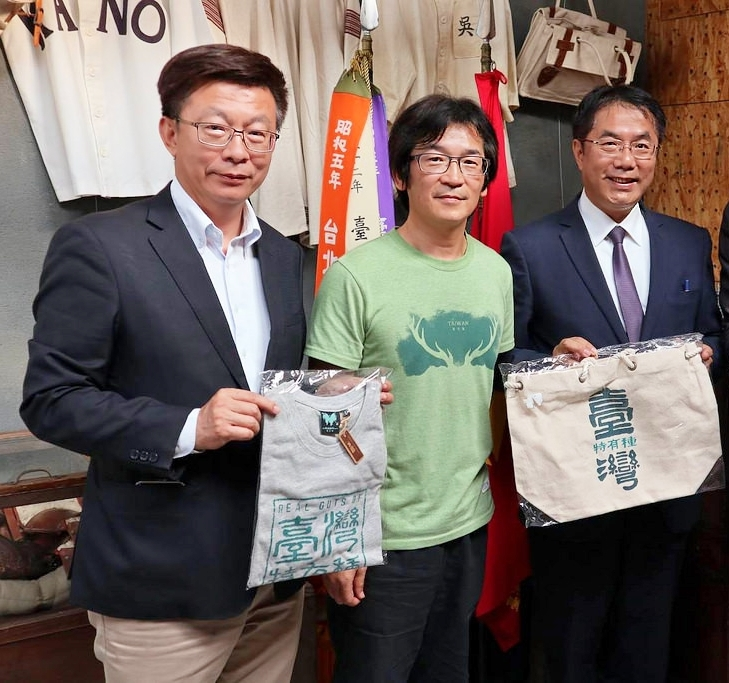
魏德聖（中）與前勞動部政務次長郭國文及立法委員黃偉哲

服役時，魏德聖在軍中認識一位世新畢業的同袍，聽其終日談論電影。退伍後，因工作上沒有背景與經驗，無法直接獲得電影界和電視界的錄取。魏德聖在機緣下，翻閱到一篇刊登演員訓練班的廣告，因此前往報名，魏德聖就此開始入行。最初，魏德聖先進入一家小型傳播公司擔任電視節目助理，開始步入影像世界。1993年，金鰲勳籌拍軍教片《想飛──傲空神鷹》，魏德聖擔任該片場記，認識了楊德昌電影工作室人員，因而在工作結束後進入楊德昌電影工作室擔任助理。1995、96年間，日本導演林海象來台拍攝台、日合作片《海鬼燈》，魏德聖獲得機會出任該片製作助理，之後在楊德昌籌拍的新片《麻將》中，又於短期間從場務、助導而升任副導，龐大的工作壓力所伴隨而來的學習機會讓他獲益良多，也為他日後從事電影工作奠定了良好基礎。

## 影視作品

### 短篇劇情電影
- 1995年－《夕顏》 錄影帶作品 導演
- 1996年－《對話三部》 16mm劇情片 導演
- 1997年－《黎明之前》 16mm劇情片 導演
- 1999年－《七月天》 (About July) 16mm劇情片 導演
- 2003年－《賽德克·巴萊》 五分鐘試拍片 策劃，導演，監製，劇本
- 2009年－《雨過天晴》 16mm劇情片 監製
- 2011年－《10+10》中的〈登場〉 短片 導演

### 長篇劇情電影
- 1996年－《麻將》副導演 [11]
- 2002年－《雙瞳》策劃[11]
- 2008年－《海角七號》策劃、導演、監製、劇本[11]
- 2011年－《賽德克·巴萊》導演、劇本[11]
- 2014年－《KANO》 監製[12][13][14][15]，劇本
- 2017年－《52 Hz I Love You》導演、劇本[16][17]
- 2017年－《幸福路上》配音（飾 阿文表哥）
- 2018年－《轉彎之後》監製
- 2023年－《BIG》導演

#### 臺灣三部曲
2020年推動拍攝《台灣三部曲》電影，以1624年大航海時代背景拍攝400年系列歷史電影，五部電影包括《首部曲：火焚之軀》、《二部曲：鯨骨之海》、《三部曲：應許之地》，主角分別設定西拉雅族獵人、漢人海盜、荷蘭傳教士；以及紀錄片《尋找福爾摩沙》、動畫片《達娜米》(監製、編劇)，成本總計約為45億。此外魏德聖啟動群眾募資，並與台南市政府BOT合作目標打造「豐盛之城」「台灣三部曲歷史文化園區」，成本總預算高達135億。但受到疫情與資金壓力而在2021年6月底停工。
- 2024年－《尋找福爾摩沙》導演
- 2024年－《達娜米》導演、劇本
- 2024年－《首部曲：火焚之軀》導演、劇本
- 2025年－《二部曲：鯨骨之海》導演、劇本
- 2026年－《三部曲：應許之地》導演、劇本

### 長篇紀實電影
- 2024年－《尋找福爾摩莎》 紀錄片 監製

### 主持節目
- 2022年1月16日-2023年1月1日 三立新聞台《導讀台灣》

## 文字作品

### 劇本
- 1994年 － 《賣冰的兒子》

- 2003年 － 《火焚之軀──西拉雅》[20]
- 2008年 － 《海角七號》[21]
- 2011年 － 《賽德克·巴萊》[22][23]
- 2014年 － 《黃金甲子園》[24]

### 書籍
- 《小導演失業日記－黃金魚將撒母耳》（台北：時報文化，2002）（記述期間2001年7月5日至2002年2月10日除夕前一日）[25][26][27]
- 《導演．巴萊─ 特有種魏德聖的〈賽德克‧巴萊〉手記》（游文興撰文整理，台北：遠流，2011） (賽德克‧巴萊3)[28]

## 得獎

### 劇本
| 年份   | 頒獎典禮 | 獎項           | 影片           | 結果 |
| ------ | -------- | -------------- | -------------- | ---- |
| 1994年 | 新聞局   | 優良電影劇本獎 | 賣冰的兒子     | 獲獎 |
| 2000年 | 新聞局   | 優良電影劇本獎 | 賽德克·巴萊    | 獲獎 |
| 2003年 | 新聞局   | 優良電影劇本獎 | 火焚之軀西拉雅 | 獲獎 |

### 短片
| 年份   | 頒獎典禮                     | 獎項       | 影片     | 結果 |
| ------ | ---------------------------- | ---------- | -------- | ---- |
| 1995年 | 第十八屆金穗獎               | 優等錄影帶 | 夕顏     | 獲獎 |
| 1996年 | 第十九屆金穗獎               | 優等短片   | 對話三部 | 獲獎 |
| 1997年 | 第二十屆金穗獎               | 優等短片   | 黎明之前 | 獲獎 |
| 1997年 | 比利時布魯塞爾影展           | 優等短片   | 黎明之前 | 獲獎 |
| 1998年 | 電影短片及紀錄長片輔導金補助 |            | 七月天   | 獲獎 |

### 金馬獎
| 年份   | 頒獎典禮     | 獎項                   | 影片        | 結果 |
| ------ | ------------ | ---------------------- | ----------- | ---- |
| 2008年 | 第45屆金馬獎 | 年度台灣傑出電影工作者 |             | 獲獎 |
| 2011年 | 第48屆金馬獎 | 最佳劇情片             | 賽德克·巴萊 | 獲獎 |

### 中國電影導演協會
| 年份   | 頒獎典禮              | 獎項           | 影片        | 結果 |
| ------ | --------------------- | -------------- | ----------- | ---- |
| 2013年 | 第4屆中國電影導演協會 | 年度港臺導演獎 | 賽德克·巴萊 | 獲獎 |

### 其他
| 年份   | 頒獎典禮               | 獎項               | 影片     | 結果 |
| ------ | ---------------------- | ------------------ | -------- | ---- |
| 2006年 |                        | 新人組輔導金500萬  | 海角七號 | 獲獎 |
| 2008年 | 台北電影節             | 百萬首獎           |          | 獲獎 |
| 2008年 | 日本亞洲海洋電影展     | 最佳影片首獎       |          | 獲獎 |
| 2008年 | 美國路易威登夏威夷影展 | 劇情片類首獎       |          | 獲獎 |
| 2008年 | 第1屆100MVP            | 經理人暢銷商品推手 |          | 獲獎 |
| 2024年 |                        | 楊士琪紀念獎       |          | 獲獎 |

## 外部連結
- （繁體中文）官方网站：魏德聖【臺灣400年系列電影】《臺灣三部曲》電影集資計畫
- （繁體中文）官方网站：豐盛之城 Formosa Wonderland
- （繁體中文）YouTube上的果子電影頻道
- （繁體中文）果子電影的Facebook專頁
- （繁體中文）果子電影的Instagram帳戶
- （繁體中文）官方网站：特有種商行
- （繁體中文）台北・特有種商行的Facebook專頁
- （繁體中文）臺北特有種商行的Instagram帳戶
- （繁體中文）臺南・特有種商行的Facebook專頁
- （繁體中文）臺南特有種商行的Instagram帳戶
- （繁體中文）魏德聖|in微創 影像創作網
- （繁體中文）魏德聖- 鏡文學Mirror Fiction[永久]
- （繁體中文）魏德聖- 臺灣電影網Taiwan Cinema
- （繁體中文）果子電影有限公司- 臺灣電影網Taiwan Cinema
- （繁體中文）魏德聖電影 - 臺灣人文學社通訊
- （繁體中文）魏德聖 財團法人國家電影中心 / 台灣電影數位典藏中心 （页面存档备份，存于）
- 魏德聖在互联网电影资料库（IMDb）上的資料（英文）
- 魏德聖在爛番茄上的頁面（英文）
- 魏德聖在香港影庫上的簡介
- 魏德聖在豆瓣上的资料（简体中文）
- （简体中文）魏德聖的新浪微博